# Facundo Cobos
Facundo Cobos (Mendoza, 19 febbraio 1993) è un calciatore argentino, difensore dell'Estudiantes (RC).

## Caratteristiche tecniche
È un terzino sinistro.

## Statistiche

### Presenze e reti nei club
Statistiche aggiornate al 13 marzo 2018.
| Stagione         | Squadra          | Campionato       | Campionato | Campionato | Coppe nazionali | Coppe nazionali | Coppe nazionali | Coppe continentali | Coppe continentali | Coppe continentali | Altre coppe | Altre coppe | Altre coppe | Totale | Totale | Totale |
| Stagione         | Squadra          | Comp             | Pres       | Reti       | Comp            | Pres            | Reti            | Comp               | Pres               | Reti               | Comp        | Pres        | Reti        | Pres   | Reti   |        |
| ---------------- | ---------------- | ---------------- | ---------- | ---------- | --------------- | --------------- | --------------- | ------------------ | ------------------ | ------------------ | ----------- | ----------- | ----------- | ------ | ------ | ------ |
| 2014             | Gutiérrez (M)    | TB               | 15         | 0          |                 | -               | -               |                    | -                  | -                  |             | -           | -           | 15     | 0      |        |
| 2015             | Gutiérrez (M)    | TA               | 29         | 2          | CA              | 0               | 0               |                    | -                  | -                  |             | -           | -           | 29     | 2      |        |
| Totale Gutiérrez | Totale Gutiérrez | Totale Gutiérrez | 44         | 2          |                 | 0               | 0               |                    | -                  | -                  |             | -           | -           | 44     | 2      |        |
| 2016             | Godoy Cruz       | PD               | 1          | 0          | CA              | 2               | 0               |                    | -                  | -                  |             | -           | -           | 3      | 0      |        |
| 2016-2017        | Godoy Cruz       | PD               | 10         | 0          | CA              | 1               | 0               | CL                 | 2                  | 0                  |             | -           | -           | 13     | 0      |        |
| 2017-2018        | Godoy Cruz       | PD               | 8          | 1          | CA              | 0               | 0               |                    | -                  | -                  |             | -           | -           | 8      | 1      |        |
| Totale carriera  | Totale carriera  | Totale carriera  | 63         | 3          |                 | 3               | 0               |                    | 2                  | 0                  |             | -           | -           | 68     | 3      |        |

## Palmarès

### Club

#### Competizioni nazionali
- Copa Argentina: 1

Patronato: 2022